# Sławkowo (dawne miasto)
Sławkowo – dawne miasto położone na terenie współczesnej wsi Parkowo, uzyskało lokację miejską przed 1350 rokiem, zdegradowane przed 1450 rokiem.